# Тиран-крихітка парагвайський
Тиран-крихітка парагвайський (Phyllomyias virescens) — вид горобцеподібних птахів родини тиранових (Tyrannidae). Мешкає в Південній Америці.

## Опис
Довжина птаха становить 12 см. Верхня частина тіла однорідно яскраво-оливкова, над очима жовті "брови", навколо очей жовті кільця. Крила темні з двома світло-жовтими смужками. Нижня частина тіла світло-жовта, груди мають сірувато-оливковий відтінок. Дзьоб темний, біля основи жовтуватий. Хвіст відносно довгий.

## Поширення і екологія
Парагвайські тирани-крихітки мешкають на південному сході Бразилії (від Мату-Гросу-ду-Сул на схід до південного Мінас-Жерайсу і Еспіриту-Санту та на південь до центрального Ріу-Гранді-ду-Сул), на південному сході Парагваю та на північному сході Аргентини (Коррієнтес). Вони живуть у вологих рівнинних і гірських тропічних і субтропічних лісах. Зустрічаються на висоті до 1800 м над рівнем моря. Живляться безхребетними.